# Indo-Europese stamboom

Een voorbeeld van de Indo-Europese stamboom. Rood zijn dode talen, groen zijn levende talen.

Een Indo-Europese stamboom is een model waarmee onderzoekers aangeven hoe de Indo-Europese talen zich ontwikkeld hebben uit het Proto-Indo-Europees (PIE). De boomstructuur is een historisch-taalkundige reconstructie en laat zien hoe dochtertalen zich aftakken en verder ontwikkelen, soms tot nieuwe taalgroepen. Hoewel over veel van dergelijke groepen consensus bereikt is over onderlinge verwantschap, bestaat er discussie over diverse punten. Dat komt door gebrek aan historisch materiaal voor de reconstructie. Er bestaan zodoende verschillende modellen.

## Proto-talen en dialecten
Taal is constant in ontwikkeling. Het PIE verwijst dan ook naar een moeilijk af te bakenen moment in de tijd. Zelf staat het in een lange lijn van taalgeschiedenis en vormt het een onderdeel van een grotere taalfamilie. Daarvoor is onder meer het omstreden Nostratisch voorgesteld. Het PIE moet ergens als een bepaald dialect begonnen zijn, een taal geworden zijn, en zich gedurende de vroege Indo-Europese expansie gedifferentieerd hebben in enkele dialecten. Daaruit hebben zich de diverse proto-talen van latere subgroepen ontwikkeld. Om die reden onderscheidt men vaak een vroeg PIE en een laat PIE.
Over de datering van het Proto-Indo-Europees bestaat meningsverschil, waarbij met name twee hypothesen domineren. De eerste is de meest verbreide en is de zogeheten koerganhypothese, waarbij de Proto-Indo-Europeanen verbonden worden met de koergancultuur (of Jamnacultuur) in de Pontisch-Kaspische steppe, circa 4000 v.Chr. De tweede is de Anatolische hypothese, waarbij de Proto-Indo-Europeanen gelokaliseerd worden in Anatolië omstreeks 7000 v.Chr., en hun expansie verondersteld wordt samen te vallen met de verbreiding van de landbouw. Het is daarom van belang onderscheid te maken tussen relatieve en absolute chronologie. Bij relatieve chronologie gaat het om de chronologische verhouding tussen de respectievelijke talen. Bij absolute chronologie wordt een dergelijk model verbonden met kalenderdata.
De Anatolische taalgroep is de oudste en vertegenwoordigt de eerste splitsing van de oorspronkelijke Indo-Europese taalgroep. De tweede splitsing is die van de Tochaarse talen. Beide groepen delen namelijk geen innovaties die de overige Indo-Europese talen kenmerken. Ook is er geen verdere uitwisseling meer geweest, bijvoorbeeld in de vorm van leenwoorden. De splitsingen zijn daarom volledig. De Indo-Europese taal na de afscheiding van de Anatolische groep noemt men Proto-Nuclear-Indo-Europees (PNIE). De Proto-Indo-Europese groep die overbleef na de afscheiding van wat de Tocharen zouden worden, wordt ook wel apart aangeduid als Proto-Surviving-Indo-European (PSIE), omdat alleen deze 'kerngroep' nog overlevende afstammelingen kent.
Het algemene Proto-Indo-Europees moet zich gedifferentieerd hebben in enkele dialecten. Hier ontstaan echter verschillende modellen. Hoe dan ook hebben die geleid tot de ontwikkeling van proto-talen. De Anatolische talen Hettitisch, Luwisch, Palaïsch en Lydisch hebben zich dus ontwikkeld uit het Proto-Anatolisch. In nog een later stadium ontwikkelden die proto-talen dialecten, die op hun beurt nieuwe proto-talen werden, enzovoort. Een voorbeeld: PIE → westelijk PIE → Italo-Keltisch → Italisch → Umbrisch/Samnitisch/Oskisch/Venetisch/Oudlatijn → klassiek Latijn → westelijk vulgair Latijn → Portugees/Spaans/Catalaans/Occitaans → Provençaals.

## Boomstructuur

Een eenvoudig voorbeeld van een golfmodel.

Al dergelijke afsplitsingen kunnen overzichtelijk worden weergegeven in een boomstructuur. Het blijft echter moeilijk om goed te bepalen wanneer men van een dialect of een taal moet spreken. Een tweede punt is dat verreweg de meeste geschreven bronnen van na circa 1500 v.Chr. zijn, en dan nog maar van enkele talen (Hettitisch, Grieks, Vedisch, Avestaans). Dat doet veronderstellen dat diverse Indo-Europese variëteiten bestaan hebben die nooit gekend kunnen worden, omdat er niets van bewaard is gebleven. Dit impliceert dat een stamboom nooit volledig is.
Stamboommodellen hebben nog enkele problemen. Aangezien talen constant in beweging zijn, geeft elk onderdeel van de stamboom een algemene indruk van een bepaald moment. De splitsende takken geven voorts de indruk dat het om plotselinge en radicale aftakkingen gaat, wat in werkelijkheid niet het geval hoeft te zijn. Zulke ontwikkelingen kunnen eeuwen in beslag nemen. Tot slot geeft een stamboomdiagram niet weer hoe een nieuwe tak/proto-taal/subtaalfamilie ontstaat. Elke groep onderscheidt zich door bepaalde taalkundige innovaties die elders niet voorkomen of onafhankelijk ontstaan (zoals het onderscheid tussen de centum- en satemtalen). Fonologische veranderingen kunnen op een kaart weergegeven worden als isoglossen, maar bij een stamboom gaat dit niet. Een oplossing hiervoor is het zogeheten golfmodel. Het voordeel daarvan is tevens dat de ontwikkeling van bepaalde talen inzichtelijker gemaakt wordt. Dit is het geval bij het Nederlands, dat voortgekomen is uit enerzijds het Nederfrankisch, en anderzijds het Nedersaksisch. Het grote nadeel is echter dat zo'n diagram voor meerdere talen veel ruimte in beslag neemt en zeer veel isoglossen zal bevatten, wat het geheel onoverzichtelijk maakt. De productie ervan is tijdrovend, neemt veel ruimte in beslag en vereist veel isoglossen, wat het geheel onoverzichtelijk maakt. Bovendien is het ongeschikt voor een diachrone voorstelling. Daarom wordt vaak geopteerd voor een boomstructuur.

## Methodiek
In de negentiende eeuw werd voor het eerst een Indo-Europese stamboom opgesteld. Zo'n stamboom noemt men ook wel fylogenetisch en valt onder de zogeheten cladistiek, twee moderne vaktermen. Sindsdien zijn de modellen veranderd naargelang de beschikbare kennis over het Indo-Europees en de geschiedenis van de moderne Indo-Europese talen. De indeling hangt tevens af van de onderscheidingscriteria waarmee talen als nauw of ver verwant aangemerkt worden. Men kan kijken naar bijvoorbeeld de woordenschat, zinsbouw, naamvallen, fonologie en de wijze waarop die veranderd zijn. Ook wordt de indeling beïnvloed door de methodiek, bijvoorbeeld corpustaalkunde en het vergelijken van swadeshlijsten, lijsten van honderd woorden die deel zijn van het kernlexicon, dat minder snel verandert. Sommige onderzoekers vinden dat een swadeshlijst van tweehonderd woorden minder betrouwbaar is dan een lijst van honderd woorden. Het voordeel van enkel woorden en lijsten is de overzichtelijkheid en het betrekkelijke gemak voor de onderzoeker. Digitale informatie en moderne technieken maken het in de eenentwintigste eeuw mogelijk sneller veel grotere hoeveelheden data te analyseren. Veel meer materiaal kan zo vergeleken worden, wat in theorie tot meer representatieve stambomen zou moeten leiden.
Een voorbeeld van hoe de focus groepering beïnvloeden kan. Met name de posities van het Tochaars, Grieks, Albanees en Armeens zijn redelijk vaak veranderd. De groepering van talen kan ook afhangen van de gebruikte benaderingswijze. Er bestaat bijvoorbeeld geen consensus over het samen groeperen van het Italisch en Keltisch, of het Grieks en het Armeens. Eerstgenoemde wordt gedaan op basis van fonologische en morfologische innovaties die beide talen kenmerken. Laatstgenoemde kan niet op basis van dergelijke innovaties: zulke delen ze niet. In plaats daarvan berust de groepering uitsluitend op de woordenschat.
Ongeacht de gehanteerde methode is van sommige talen te weinig tekstmateriaal beschikbaar om ze met enige zekerheid op te nemen in de stamboom. Uit de oudheid is het bestaan van diverse Indo-Europese talen bekend, waaronder het Messapisch (Zuid-Italië) en Lusitaans (Zuid-Portugal). Omdat slechts beknopte inscripties van overgeleverd zijn, valt op basis van het lexicon of de grammaticale structuur niet uit te maken waar zij het beste in de taalfamilie geplaatst moeten worden. Het doet tevens veronderstellen dat veel meer taalvariatie onbekend is door het ontbreken van een schriftcultuur. Aangenomen dat die er wel geweest moet zijn, kunnen hypothesen gevormd worden om het soms afwijkende karakter van bepaalde talen te verklaren. Dit is bijvoorbeeld het geval bij het Germaans.
Het ontstaan van het Nederlands uit het Nedersaksisch en Nederfrankisch illustreert een cladistisch probleem, namelijk dat nieuwe talen kunnen ontstaan uit verschillende dialecten. De traditionele fylogenetische boom van het Indo-Europees laat het PIE zien, waaruit verschillende hoofdtakken voortkomen, waarin op hun beurt subgroepen van hogere orde onderscheiden worden zoals het Proto-Nucleair-Indo-Europees en het Italo-Keltisch. Daaruit ontstaan dan weer subgroepen en de uiteindelijke geattesteerde talen. Een dergelijk model laat duidelijke afsplitsingen zien, maar suggereert geen samensmelting van groepen tot een dialectcontinuüm. De onderscheidende criteria voor het bepalen van de hypothetische hogere-orde-subgroepen zijn omstreden en ontoereikend. Volgens taalkundige Andrew Garret zijn traditionele boomstructuren daarom fout. Hij stelt een alternatief model voor, namelijk een waarin nieuwe groepen niet voortkomen door differentiatie van hogere-orde-subgroepen, maar voortkomen uit het samensmelten van naburige dialecten in een continuüm. Het proces van assimilatie en het wegvallen van tussenliggende dialecten leidt uiteindelijk tot de verschillende takken die tegenwoordig bestaan.
| Dialect A | Dialect A | Dialect A | Dialect A | Dialect A | Dialect A |  |  |  |  |  |  | Taal A | Taal A | Taal A | Taal A | Taal A | Taal A |  |  |
| Dialect A | Dialect A | Dialect A | Dialect A | Dialect A | Dialect A |  |  |  |  |  |  | Taal A | Taal A | Taal A | Taal A | Taal A | Taal A |  |  |
| Dialect B |           |           |           |           |           |  |  |  |  |  |  |        |        |        |        |        |        |  |  |
|           |           |           |           |           |           |  |  |  |  |  |  |        |        |        |        |        |        |  |  |
| Dialect C | Dialect C | Dialect C | Dialect C | Dialect C | Dialect C |  |  |  |  |  |  | Taal B | Taal B | Taal B | Taal B | Taal B | Taal B |  |  |
| Dialect C | Dialect C | Dialect C | Dialect C | Dialect C | Dialect C |  |  |  |  |  |  | Taal B | Taal B | Taal B | Taal B | Taal B | Taal B |  |  |

Dit nieuwe model zou helpen bij het in kaart brengen van onder meer de Keltische en Griekse dialecten. Het Myceens heeft bijvoorbeeld innovaties gemeen met het Arcado-Cyprisch, oostelijk Eolisch en Attisch-Ionisch, bijvoorbeeld de uitgang -si van het Proto-Griekse *-ti. Op basis van innovatieovereenkomsten is vastgesteld dat het Myceens het nauwst verbonden is met het Arcado-Cyprisch. Dat dialect deelt echter diverse innovaties met andere dialecten, die niet in het Myceens voorkomen. Dat suggereert een diffuse verspreiding van innovaties, in plaats van duidelijke afsplitsingen van hogere orde subgroepen.

## Verschillende modellen
Hieronder volgen enkele voorbeelden van modellen in boomstructuur. Ze geven elk slechts een globale indruk. Het in beeld brengen van alle talen, dochtertalen en dialecten is hier niet mogelijk.
In 1863 werd voor het eerst een Indo-Europese stamboom opgesteld, namelijk door August Schleider (1821-1868). Het model geeft een erg algemene indruk. Het Anatolisch en Tochaars waren nog niet bekend, en het Armeens is ook niet in het model opgenomen, omdat het toen niet als afzonderlijke Indo-Europese tak erkend werd. Destijds spraken hij en anderen nog van 'Arisch' bij de Indische groep.

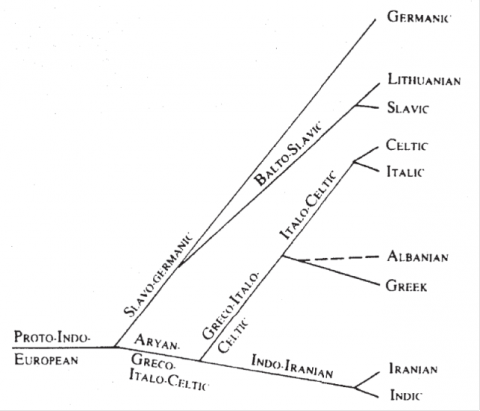

Onderstaand model is in 1874 voorgesteld door E. Haeckel en vertoont bovengenoemde eigenschappen. Hoewel gedetailleerder, worden diverse slecht bekende talen zoals het Venetisch en Lusitaans nog niet vermeld. Er wordt tevens geen Oost-Germaanse groep onderscheiden. Alleen het Gotisch wordt daarvan genoemd. Het Nederlands lijkt in dit model te zijn afgeleid van het Saksisch, waarbij het Frankisch niet vermeld wordt.

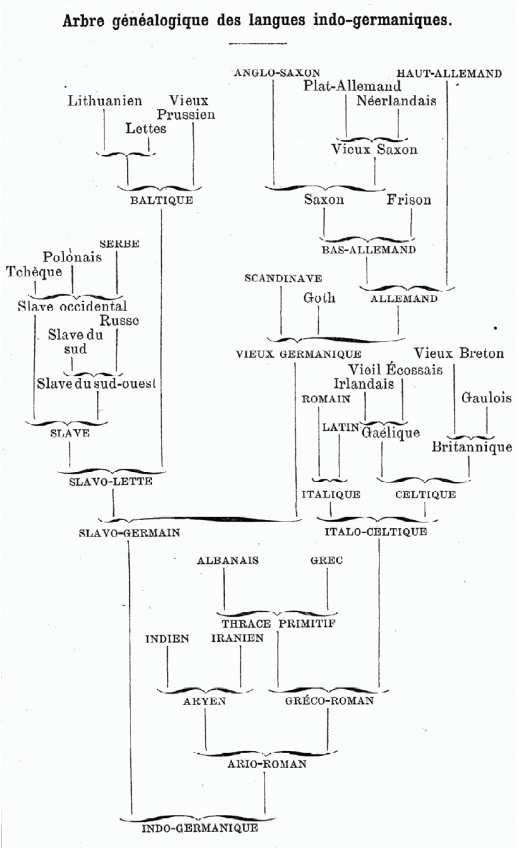

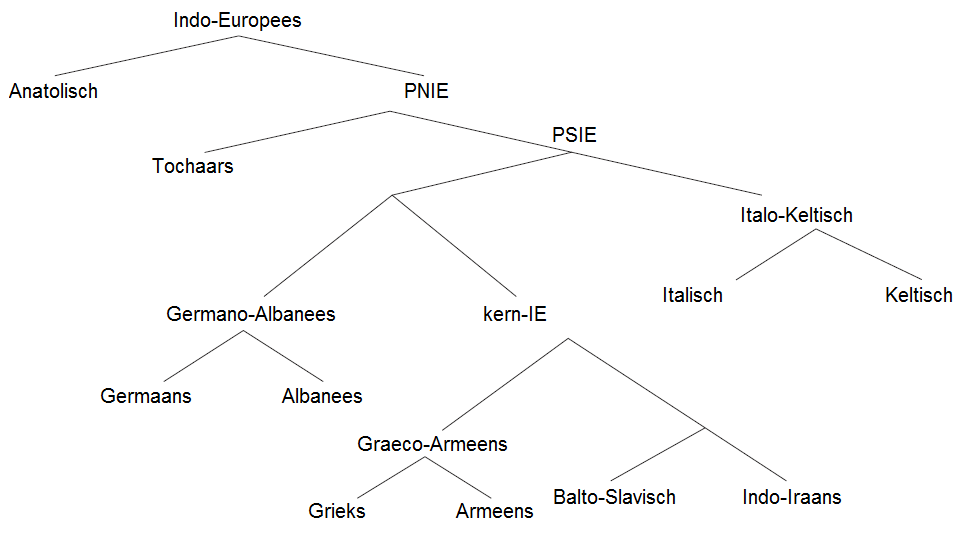

Het volgende model is gebaseerd op de ontwikkeling van de Indo-Europese talen zoals verondersteld door de Russische taalkundigen Tomas V. Gamkrelidze & Vyacheslav V. Ivanov (1995). Zij verdelen het Proto-Indo-Europees in twee hoofddialecten, die de basis vormden voor de latere hoofdgroepen. Het Tochaars wordt hier niet voorgesteld als een geheel onafhankelijke tak die zich als tweede van de hoofdgroep afsplitste. Het Armeens wordt gezien als betrekkelijk verwant met de Indo-Iraanse talen.

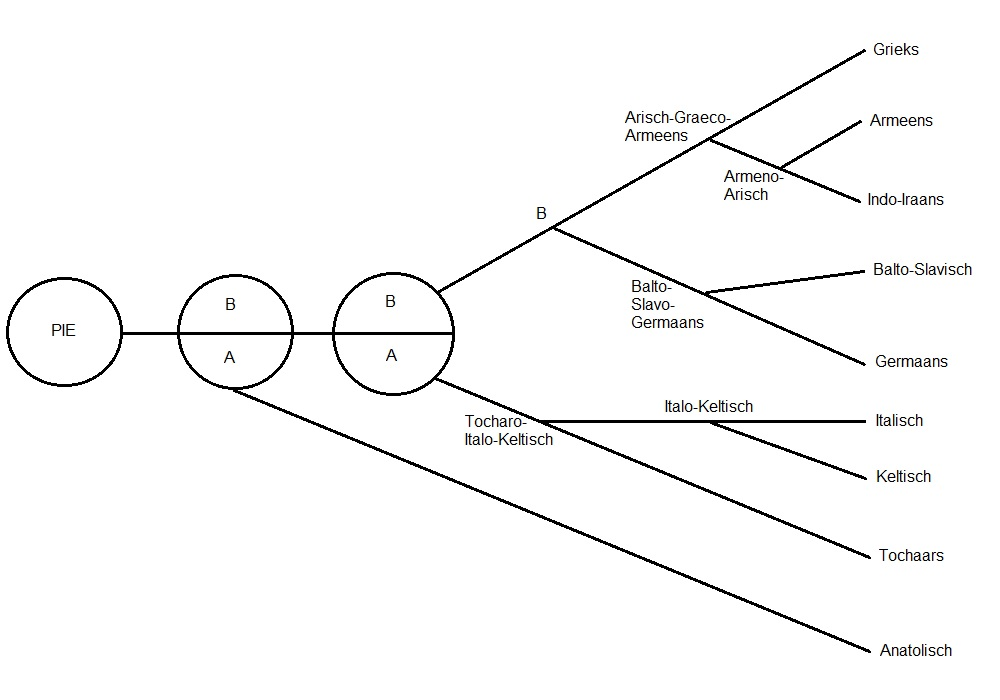

Indo-Europeanist Eric Hamp stelde in 1990 een wat afwijkend model voor met inbegrip van dode talen, gebaseerd op morfologische, fonologische en lexicale isoglossen.

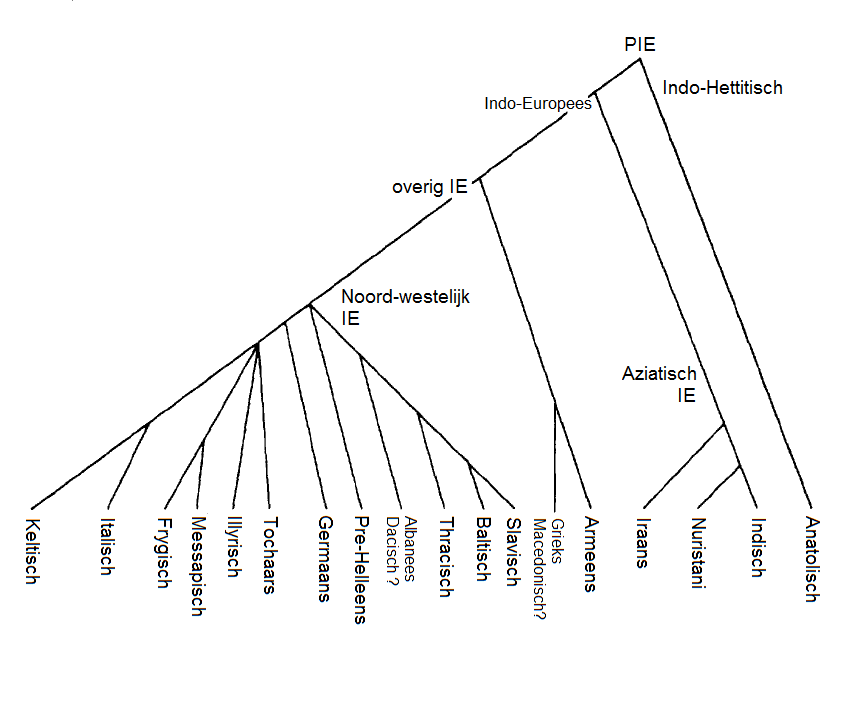

Dit model is gebaseerd op de onderzoeksresultaten van Geisler en List, die gebruik maakten van de Isidore Dyen-databank. PSIE staat voor 'Proto-Surviving-Indo-European', oftewel het Proto-Indo-Europees dat ten grondslag ligt aan alle thans nog levende Indo-Europese talen. Daarmee zijn het Anatolisch en Tochaars uitgesloten, takken die geen levende nazaten hebben. Deze fylogenetische structuur wijkt van voorgaande af door onder andere het Keltisch en Italisch niet tot één groep te rekenen. Wat het Armeens betreft is de connectie met het Grieks hier nog directer.

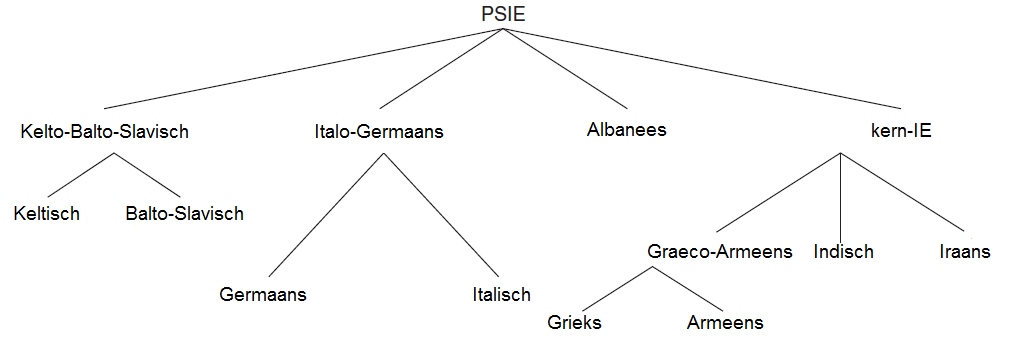

Hier volgt een tweede model van Geisler en List, gebaseerd op een tweede analyse waarbij gebruikgemaakt is van een andere databank, de Tower of Babel-databank. Het resultaat verschilt nogal. Het Italisch en Keltisch staan dichter bij elkaar, het Germaans is minder verbonden met het Italisch maar daarentegen meer met het Balto-Slavisch. Laatste komt elders ook meer voor.

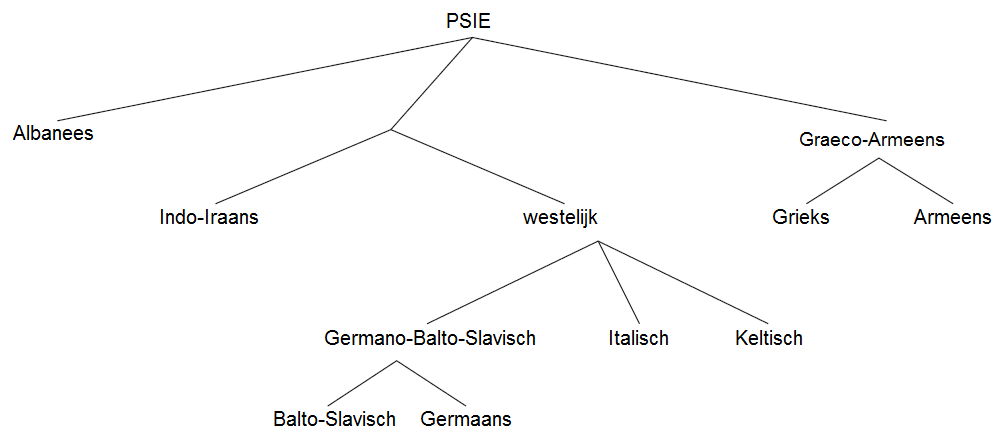

Het boomdiagram hieronder is gebaseerd op de studie van Ringe, Warnow en Taylor uit 2002, op basis van computationeel onderzoek. Dezelfde onderzoekers deden soortgelijk onderzoek reeds in de jaren negentig. Hier is niet alleen naar vocabulaire gekeken, maar ook naar fonologische en morfologische aspecten. Het onderzoek richt zich daarmee naar bepaalde reeksen van taalveranderingen. Er is sterk gebruikgemaakt van Indo-Europese studies. Ook hier worden PNIE- en PSIE-niveaus onderscheiden. De posities van het Albanees, Germaans en Italisch wijken echter af. Een kerngroep wordt in deze boomstructuur kern-IE genoemd, die onderscheiden dient te worden van de meer veranderde periferietalen zoals het Germaans.
Het volgende model is gebaseerd op het controversiële mathematisch-statistische onderzoek van Gray en Atkinson uit 2003. Hiervoor zijn alleen lexicale items gebruikt, dus geen syntactische of morfologische informatie. Er is geen focus op grammatica. In tegenstelling met het onderzoek van Ringe e.a. is hier geen gebruik gemaakt van uitvoerige Indo-Europese studies en historische taalkunde. Het model kent meerdere niveaus van een Indo-Europese 'hoofdtaal'. PNIE staat voor 'Proto-Nuclear-Indo-European', oftewel die vorm van het Proto-Indo-Europees die de basis vormde voor alle talen behalve de Anatolische. Na het PSIE ontstaat volgens het onderzoek een westelijke en een oostelijke variant, waaruit de meeste Indo-Europese talen zijn voortgekomen. Ook hier is sprake van een Italo-Germaans, zij het meer verbonden met het Keltisch. Het Grieks is niet gegroepeerd met het Albanees, maar met het Armeens.

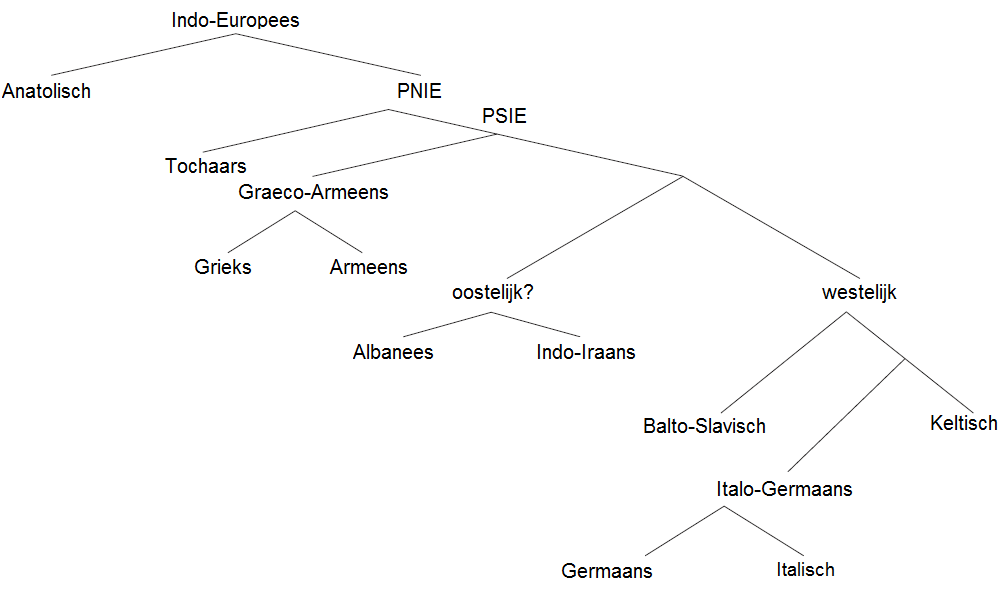

Dit diagram is gebaseerd op onderzoek van Longobardi en Guardiano uit 2009, biedt een groter overzicht en zoekt aansluiting bij de notie van het Nostratisch, de hypothetische superfamilie waartoe het Indo-Europees zou behoren met het Semitisch, Kartvelisch, Fins-Oegrisch, Dravidisch en Altaïsch. Het betreft bij deze boomstructuur echter een selectie van talen. Het Germaans vormt een subgroep met het Italisch, en het Italisch weer met het Grieks. De Indo-Iraanse talen vormen vervolgens een groep met de Slavische talen. Het Keltisch vormt een afzonderlijke aftakking, en staat in dit model ver van het Italisch af.

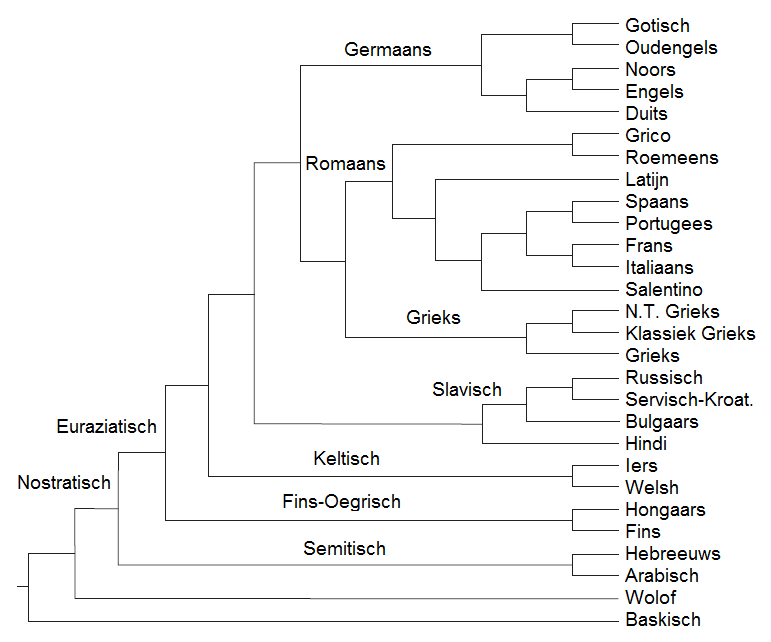

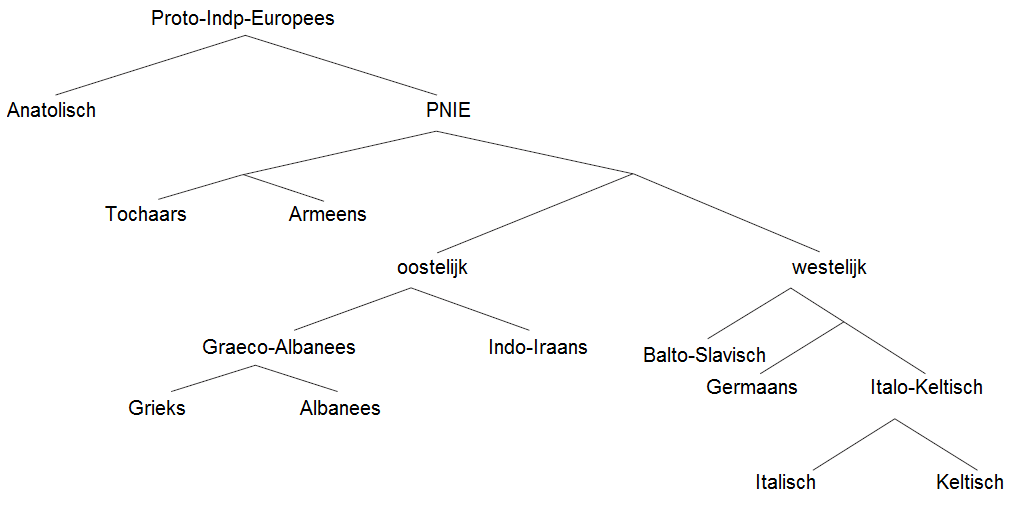

Dit model van de ontwikkeling van de Indo-Europese talen is gebaseerd op het onderzoek van Bouckaert en diverse collega's, onder supervisie van Gray en Atkinson. Het ligt in het verlengde van hun onderzoek uit 2003, maar biedt een vernieuwde versie van de boomdiagram. Opvallend is nu dat het Armeens een subgroep vormt met het Tochaars. 